# Saison 1 de Scooby-Doo : Agence Toutou Risques
Cet article présente le guide de la saison 1 de la série télévisée d'animation américaine Scooby-Doo : Agence Toutou Risques (A Pup Named Scooby-Doo).

## Épisode 1:Le Voleur de vélo
- Titre original : A Bicycle Built For Boo!
- Numéro(s) : 1 (1.1)
- Scénariste(s) :
- Réalisateur(s) :
- Diffusion(s) :
  -  États-Unis : 10 septembre 1988
- Invité(es) :
- Résumé :

## Épisode 2:L'Œil monstrueux
- Titre original : The Sludge Monster from the Earth's Core
- Numéro(s) : 2 (1.2)
- Scénariste(s) :
- Réalisateur(s) :
- Diffusion(s) :
  -  États-Unis : 17 septembre 1988
- Invité(es) :
- Résumé :

## Épisode 3:Quel fromage, Scoubidou
- Titre original : Wanted: Cheddar Alive
- Numéro(s) : 3 (1.3)
- Scénariste(s) :
- Réalisateur(s) :
- Diffusion(s) :
  -  États-Unis : 24 septembre 1988
- Invité(es) :
- Résumé :

## Épisode 4:Le Docteur Croquetout
- Titre original : The Schnook Who Took My Comic Book
- Numéro(s) : 4 (1.4)
- Scénariste(s) :
- Réalisateur(s) :
- Diffusion(s) :
  -  États-Unis : 1er octobre 1988
- Invité(es) :
- Résumé :

## Épisode 5:Au pied de la lettre
- Titre original : For Letter Or Worse
- Numéro(s) : 5 (1.5)
- Scénariste(s) :
- Réalisateur(s) :
- Diffusion(s) :
  -  États-Unis : 8 octobre 1988
- Invité(es) :
- Résumé :

## Épisode 6:Les Zzombies sont là
- Titre original : The Babysitter From Beyond
- Numéro(s) : 6 (1.6)
- Scénariste(s) :
- Réalisateur(s) :
- Diffusion(s) :
  -  États-Unis : 15 octobre 1988
- Invité(es) :
- Résumé :

## Épisode 7:Le Monstre des neiges
- Titre original : Snow Place Like Home
- Numéro(s) : 7 (1.7)
- Scénariste(s) :
- Réalisateur(s) :
- Diffusion(s) :
  -  États-Unis : 22 octobre 1988
- Invité(es) :
- Résumé :

## Épisode 8:Le Fantôme du musée
- Titre original : Now Museum, Now You Don't
- Numéro(s) : 8 (1.8)
- Scénariste(s) :
- Réalisateur(s) :
- Diffusion(s) :
  -  États-Unis : 29 octobre 1988
- Invité(es) :
- Résumé :

## Épisode 9:L'Ami Scoubidou
- Titre original : Scooby Dude
- Numéro(s) : 9 (1.9)
- Scénariste(s) :
- Réalisateur(s) :
- Diffusion(s) :
  -  États-Unis : 5 novembre 1988
- Invité(es) :
- Résumé :

## Épisode 10:Scoubidou bouh
- Titre original : Ghost Who's Coming For Dinner?
- Numéro(s) : 10 (1.10)
- Scénariste(s) :
- Réalisateur(s) :
- Diffusion(s) :
  -  États-Unis : 12 novembre 1988
- Invité(es) :
- Résumé :

## Épisode 11:Scoubidou le grand manitou
- Titre original : The Story Stick
- Numéro(s) : 11 (1.11)
- Scénariste(s) :
- Réalisateur(s) :
- Diffusion(s) :
  -  États-Unis : 19 novembre 1988
- Invité(es) :
- Résumé :

## Épisode 12:Robot chien
- Titre original : Robopup
- Numéro(s) : 12 (1.12)
- Scénariste(s) :
- Réalisateur(s) :
- Diffusion(s) :
  -  États-Unis : 26 novembre 1988
- Invité(es) :
- Résumé :

## Épisode 13:Un cinéma, monstre, moteur
- Titre original : Lights...Camera...Monster
- Numéro(s) : 13 (1.13)
- Scénariste(s) :
- Réalisateur(s) :
- Diffusion(s) :
  -  États-Unis : 3 décembre 1988
- Invité(es) :
- Résumé :